# Альберто Аццо I д’Эсте
Альберто Аццо I (нем. Alberto Azzo; ум. 1029) — граф Луни, Тортоны, Генуи и Милана с 1014 года. Сын Оберто II и Райленды, вдовы графа Сеприо Зигфрида. Представитель рода Обертенги (Адальбертины).
Впервые упоминается в исторических документах в 1011 году. В 1014 году после смерти отца унаследовал графства Луни, Тортона, Генуя и Милан.
Альберто Аццо и его братья Гуго, Адальберто IV и Обиццо претендовали на титул маркграфа. Их сестра Берта вышла замуж за Ардуина Итальянского из рода Анскаридов, другая сестра — за Манфреда II Туринского.
Альберто Аццо был женат на Аделаиде, родственнице Ланфранка, графа Оции.
Сначала братья поддерживали своего шурина Ардуина в его борьбе против императора Генриха II. В 1022 году были захвачены в плен и подчинились Генриху II.
После смерти Альберто Аццо I его владения унаследовал сын — Альберто Аццо II.